# Franklinton (Carolina del Nord)
Franklinton és una població dels Estats Units a l'estat de Carolina del Nord. Segons el cens del 2000 tenia 1.745 habitants.

## Demografia
Segons el cens del 2000, Franklinton tenia 1.745 habitants, 722 habitatges i 480 famílies. La densitat de població era de 607 habitants per km².
Dels 722 habitatges en un 30,2% hi vivien nens de menys de 18 anys, en un 39,1% hi vivien parelles casades, en un 22,2% dones solteres, i en un 33,4% no eren unitats familiars. En el 30,3% dels habitatges hi vivien persones soles el 14,5% de les quals corresponia a persones de 65 anys o més que vivien soles. El nombre mitjà de persones vivint en cada habitatge era de 2,41 i el nombre mitjà de persones que vivien en cada família era de 2,98.
Per edats la població es repartia de la següent manera: un 25,8% tenia menys de 18 anys, un 8,6% entre 18 i 24, un 26,2% entre 25 i 44, un 22,2% de 45 a 60 i un 17,2% 65 anys o més.
L'edat mediana era de 37 anys. Per cada 100 dones de 18 o més anys hi havia 75,7 homes.
La renda mediana per habitatge era de 28.571 $ i la renda mediana per família de 34.412 $. Els homes tenien una renda mediana de 29.297 $ mentre que les dones 24.239 $. La renda per capita de la població era de 14.373 $. Entorn del 14,8% de les famílies i el 19,6% de la població estaven per davall del llindar de pobresa.

## Poblacions més properes
El següent diagrama mostra les poblacions més properes.